# Élections fédérales canadiennes de 2019 en Nouvelle-Écosse
Les élections fédérales canadiennes de 2019 en Nouvelle-Écosse, comme dans le reste du Canada, ont lieu le 21 octobre 2019. La province est représentée par 11 députés à la Chambre des communes, soit le même nombre que lors des élections fédérales canadiennes de 2015 en Nouvelle-Écosse.

## Résultats généraux
|                         | Nom                     | Parti politique                      | Voix    | %       | Majorité |
| ----------------------- | ----------------------- | ------------------------------------ | ------- | ------- | -------- |
|                         | .                       | Libéral                              | 219 394 | 41,33 % | 82 823   |
|                         | .                       | Conservateur                         | 136 571 | 25,73 % |          |
|                         | .                       | NPD                                  | 100 479 | 18,93 % |          |
|                         | .                       | Vert                                 | 58 293  | 10,98 % |          |
|                         | .                       | Indépendant                          | 7 755   | 1,46 %  |          |
|                         | .                       | Parti populaire                      | 6 326   | 1,19 %  |          |
|                         | .                       | Coalition des anciens combattants    | 1 095   | 0,21 %  |          |
|                         | .                       | Alliance nationale des citoyens (en) | 248     | 0,05 %  |          |
|                         | .                       | Protection des animaux               | 226     | 0,04 %  |          |
|                         | .                       | Parti communiste                     | 179     | 0,03 %  |          |
|                         | .                       | Parti Rhinocéros                     | 147     | 0,03 %  |          |
|                         | .                       | Héritage chrétien                    | 124     | 0,02 %  |          |
| Total des votes valides | Total des votes valides | Total des votes valides              | 530 837 | 100 %   |          |
| Électeurs inscrits      | Électeurs inscrits      | Électeurs inscrits                   | 765 328 |         |          |

### Élus
| Circonscriptions              | Député sortant | Député sortant    | Député gagnant    | Député gagnant    |
| ----------------------------- | -------------- | ----------------- | ----------------- | ----------------- |
| Cape Breton—Canso             |                | Roger Cuzner ‡    |                   | Mike Kelloway     |
| Cumberland—Colchester         |                | Bill Casey ‡      |                   | Lenore Zann       |
| Dartmouth—Cole Harbour        |                | Darren Fisher     | Darren Fisher     | Darren Fisher     |
| Halifax                       |                | Andy Fillmore     | Andy Fillmore     | Andy Fillmore     |
| Halifax-Ouest                 |                | Geoff Regan       | Geoff Regan       | Geoff Regan       |
| Kings—Hants                   |                | Scott Brison µ    |                   | Kody Blois        |
| Nova-Centre                   |                | Sean Fraser       | Sean Fraser       | Sean Fraser       |
| Nova-Ouest                    |                | Colin Fraser ‡    |                   | Chris d'Entremont |
| Sackville—Preston—Chezzetcook |                | Darrell Samson    | Darrell Samson    | Darrell Samson    |
| South Shore—St. Margarets     |                | Bernadette Jordan | Bernadette Jordan | Bernadette Jordan |
| Sydney—Victoria               |                | Mark Eyking ‡     |                   | Jaime Battiste    |